# Secrets (альбом)
Secrets — восьмой студийный альбом британской группы The Human League, изданный в 2001 году на лейбле Papillon Records.

## Об альбоме
В 1998 году звукозаписывающая компания East West Records разорвала соглашение с группой и, The Human League был и вынуждены искать новый лейбл для записи своих альбомов. Их выбор пал на Papillon Records — дочернюю компанию Chrysalis Records.
Пластинка под названием Secrets, ставшая первой работой коллектива за более чем 6 лет, была выпущена 6 августа 2001 года. Большую часть материала для альбома написал клавишник Нил Саттон совместно с Филипом Оки. Альбом занял 44-е место в британском хит-параде, а также не имел успеха: причинами этого стали закрытие лейбла Papillon Records из-за сложной финансовой ситуации после релиза альбома и отказа радиостанций на родине коллектива раскручивать сингл «All I Ever Wanted».
В США альбом был издан лейблом Ark 21 Records. Японское издание Secrets включает в себя 3 бонус-трека, отсутствующих в оригинальной версии альбома — «Tranquility», «All I Ever Wanted (Oliver Lieb’s Main Mix)», «All I Ever Wanted (Vanity Case Instrumental Mix)». По данным сайта Black Hit of Space, была выпущена промоверсия альбома, состоявшая из трёх демонстрационных записей «The Snake», «New Start» (рабочее название композиции «All I Ever Wanted») и «Nervous (Love Me Madly?)». Диск отличается от предыдущих работ коллектива тем, что содержит в себе больше инструментальных треков, нежели предыдущие.
Второй сингл с Secrets «Love Me Madly?» был издан в 2003 году небольшим частным лейблом Nukove Records.

## Мнение критиков
Рецензент сайта AllMusic Тим ДиГравина, поставивший пластинке 3 балла из 5, отметил, что Secrets — первый альбом The Human League, изданный за более чем 6 лет, не добился полного коммерческого успеха, но стал долгожданным возвращением замечательнейшего синти-поп-коллектива из Шеффилда. Лишь некоторые песни, среди которых «All I Ever Wanted», «Love Me Madly?», «Never Give Your Heart», «Liar» и «Reflections», противостоят наилучшим работам группы из прошлого, но эти песни целиком внушают любовь в сочетании с современными технологиями и романтическим звучанием The Human League. По его мнению, «Reflections» — яркий трек, напоминающий триумф из прошлого — «Empire State Human».
Также ДиГравина заметил, что ахиллесовой пятой альбома являются семь инструментальных треков, которые по большей части представляют собой бессвязные фрагменты, хотя некоторые из них довольно интересные. В заключении обзора критик заявил, что Secrets — менее значимая работа по отношению к шедевральному диску Dare, но она по-прежнему является прекрасным вступлением в XXI век для Оки и его компании.
Обозреватель BBC дал смешанный отзыв Secrets. В своей рецензии он написал, что несколько секунд первого трека из нового альбома The Human League дают достаточно доказательств того, что Шеффилдские легенды синти-поп-музыки работают по принципу «если не сломано, то и чинить не нужно». Обозреватель раскритиковал «All I Ever Wanted» — трек, открывающий альбом, и высказался, что Сьюзан Энн Гейл и Джоан Катеролл поют так, будто их только что вытащили из Шеффилдского ночного клуба. «Liar» привлекает к себе внимание лучше, чем летняя прохлада. Критик отметил, что единственное, за что можно ценить этот альбом — это то, что практически у каждого вокального трека есть потенциал, в частности, такими песнями могут быть «Sin City» и «Never Give Your Heart» (с вокалом Сьюзан и Джоан), но в целом он описал Secrets как «альбом, который не оставляет долгих впечатлений».
Схожего мнения придерживается и критик журнала Billboard, оставивший смешанный отзыв на пластинку. Он считает, что обычная электронная музыка от The Human League сегодня смотрится не больше чем ретро, нежели новаторской. 9 вокальных композиций выглядят добротными, если не интригующими. Семь инструментальных треков дают возможность отдохнуть от банальных текстов песен. Единственное, чего не хватает в их музыке — необычайно мощных хуков, благодаря которым появились на свет такие хиты, как «(Keep Feeling) Fascination» и «Human» — заключил автор рецензии.
Журналист газеты Daily Mirror положительно оценил альбом, хотя и выразил мысль, что The Human League уже не та группа, которая когда-то пела «Don’t You Want Me». Но, по его мнению, в альбоме есть чудные научно-фантастические поп-треки, колкие мелодии и отличный высокоэнергичный танцевальный номер «Love Me Madly?».

## Список композиций
| №   | Название                             | Автор(ы)                   | Длительность |
| --- | ------------------------------------ | -------------------------- | ------------ |
| 1.  | «All I Ever Wanted»                  | Филип Оки, Нил Саттон      | 3:31         |
| 2.  | «Nervous» (инструментальный трек)    | Филип Оки, Нил Саттон, Toy | 2:04         |
| 3.  | «Love Me Madly?»                     | Филип Оки, Нил Саттон      | 4:08         |
| 4.  | «Shameless»                          | Филип Оки, Нил Саттон      | 3:55         |
| 5.  | «122.3 BPM» (инструментальный трек)  | Филип Оки, Нил Саттон, Toy | 1:39         |
| 6.  | «Never Give Your Heart»              | Филип Оки, Нил Саттон      | 3:48         |
| 7.  | «Ran» (инструментальный трек)        | Филип Оки, Нил Саттон      | 0:49         |
| 8.  | «The Snake»                          | Филип Оки, Нил Саттон      | 4:25         |
| 9.  | «Ringinglow» (инструментальный трек) | Филип Оки, Нил Саттон, Toy | 3:23         |
| 10. | «Liar»                               | Филип Оки, Нил Саттон      | 3:21         |
| 11. | «Lament» (инструментальный трек)     | Нил Саттон                 | 1:12         |
| 12. | «Reflections»                        | Стив Феллоус, Филип Оки    | 6:37         |
| 13. | «Brute» (инструментальный трек)      | Филип Оки                  | 2:26         |
| 14. | «Sin City»                           | Филип Оки                  | 4:23         |
| 15. | «Release» (инструментальный трек)    | Нил Саттон                 | 1:58         |
| 16. | «You’ll Be Sorry»                    | Филип Оки, Нил Саттон      | 4:01         |

## Участники записи
| The Human League: - Филип Оки — вокал, композитор - Сьюзан Энн Гейл — вокал - Джоан Катеролл — вокал Приглашённые музыканты: - Нил Саттон — синтезатор, композитор Технический состав: - Питт Дэвис — звукорежиссёр, программирование, саунд-дизайн - Росс Каллум — звукорежиссёр, программирование, саунд-дизайн | Технический состав: - Робин Хэнкок — звукорежиссёр - Эндрю Николс — ассистент звукорежиссёра - Джимми Джонсон — ассистент звукорежиссёра - Peacock — арт-директор - Toy (Дэйв Клэйтон и Керри Хопвуд) — продюсеры, композитор - Дэйв Баскомб — инженер микширования - Дэвид Бивирс — инженер микширования - Пол Кокс — обложка альбома - Майк Марш — мастеринг-инженер - Стив Феллоус — композитор («Reflections») |

## Позиции в хит-парадах
Еженедельные чарты:
| Хит-парад (2001)                          | Высшая позиция | Пребывание |
| ----------------------------------------- | -------------- | ---------- |
| Великобритания (Independent Albums Chart) | 7              | 3 недели   |
| Великобритания (Physical Albums Chart)    | 44             | 2 недели   |
| Великобритания (UK Albums Chart)          | 44             | 2 недели   |
| Германия (Media Control Charts)           | 64             | 1 неделя   |
| Шотландия (Scottish Albums Chart)         | 54             | 1 неделя   |